# Alexander Morgan
Alexander Morgan (East Melbourne, Victòria, 18 de juliol de 1994) és un ciclista australià, especialista en el ciclisme en pista. Ha guanyat un Campionat del món de persecució per equips.

## Palmarès en pista
- 2011
  -  Campió del món júnior en Persecució per equips, amb Jack Cummings, Alexander Edmondson i Jackson Law
- 2012
  -  Campió del món júnior en Persecució per equips, amb Jack Cummings, Evan Hull i Miles Scotson
  - Campió d'Oceania en Persecució
  - Campió d'Oceania en Persecució per equips, amb Luke Davison, Mitchell Mulhern i Miles Scotson
- 2013
  -  Campió del món de persecució per equips, amb Glenn O'Shea, Alexander Edmondson i Michael Hepburn
- 2015
  -  Campió d'Austràlia en persecució

### Resultats a laCopa del Món
- 2013-2014
  - 1r a Aguascalientes, en Persecució per equips

## Palmarès en ruta
- 2011
  -  Campió d'Austràlia júnior en contrarellotge
  - Vencedor d'una etapa del Tour de Bright
- 2012
  -  Campió d'Oceania júnior en contrarellotge
- 2013
  - Vencedor d'una etapa del Tour of the Great South Coast
  - Vencedor d'una etapa del National Capital Tour
- 2016
  -  Campió d'Oceania sub-23 en contrarellotge